# Bruno Huguenin

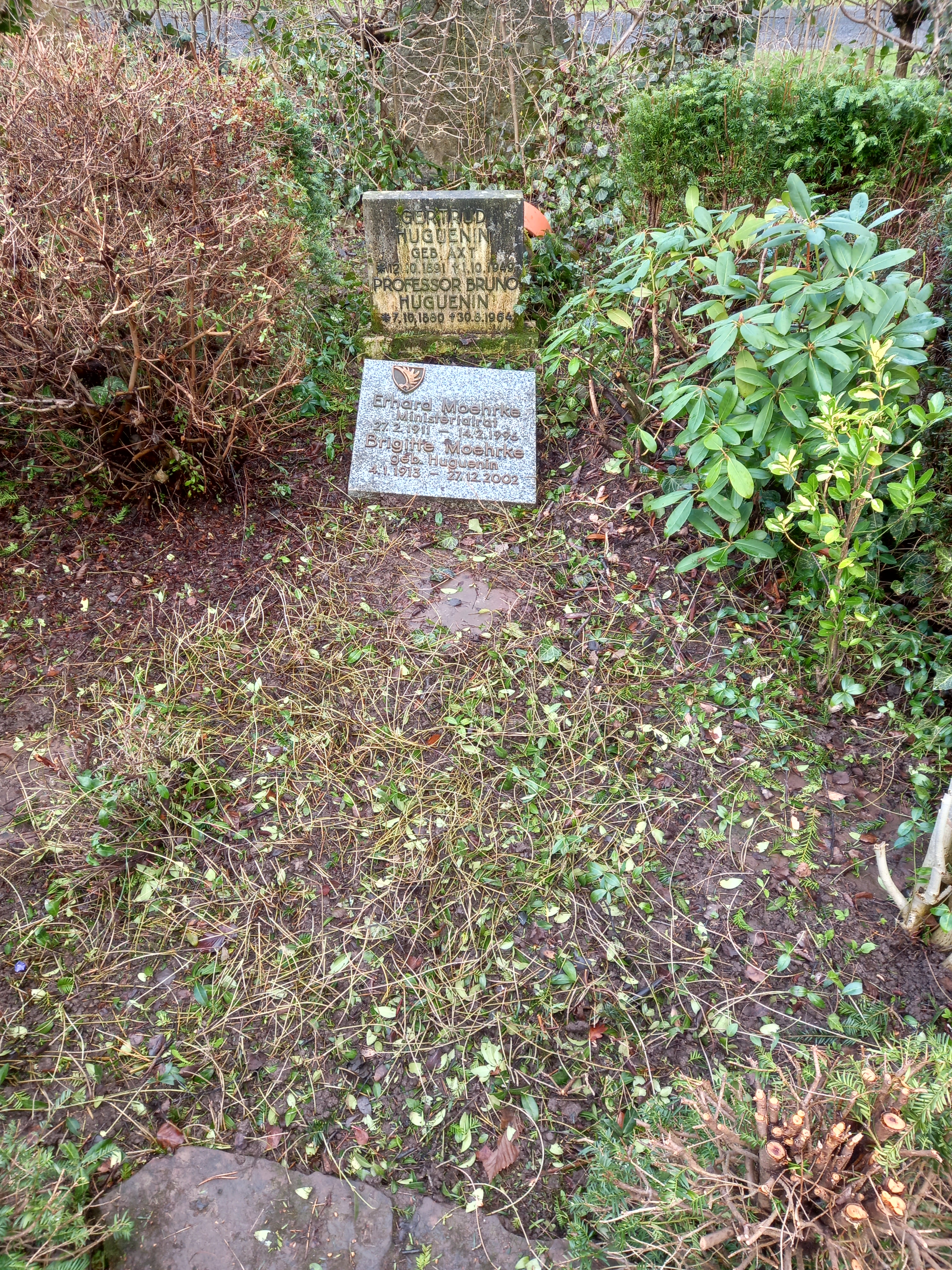
Das Grab von Bruno Huguenin und seiner Ehefrau Gertrud geborene Axt auf dem Zentralfriedhof Bad Godesberg in Bonn

Bruno Huguenin (* 7. Oktober 1880 in Antalexen, Kreis Labiau, Provinz Ostpreußen; † 30. August 1964 in Bad Godesberg) war ein deutscher Jurist im Genossenschaftswesen.

## Leben
Huguenin studierte an der Albertus-Universität Königsberg und der Albert-Ludwigs-Universität Freiburg Rechtswissenschaft. Er wurde 1900 im Corps Hansea Königsberg aktiv, erhielt das Band aber erst 1933 beim 56. Stiftungsfest. Nach den Examen war er bei der ostpreußischen Raiffeisenorganisation und ihrem Spitzenverband in Berlin. Gerade Staatsanwalt im oberschlesischen Beuthen geworden, rückte er bei Ausbruch des Ersten Weltkrieges als Reserveoffizier zur Preußischen Armee ein. Im 2. Litthauischen Feldartillerie-Regiment Nr. 37 kämpfte er an der Ostfront. Zugleich organisierte und leitete er die deutschen Genossenschaften in Kongresspolen. Nach dem Krieg wurde er Referent im Reichswirtschaftsministerium. Im Januar 1920 ging er wieder zur ostpreußischen Raiffeisenorganisation, deren Verbandsdirektor auf Lebenszeit er am 2. Juni wurde. Noch im selben Jahr erhielt er einen Lehrauftrag für Genossenschaftswesen an der Albertus-Universität und der Handelshochschule Königsberg. 1931 ernannte ihn die Universität zum Honorarprofessor. Nach dem Wahlsieg der Nationalsozialisten bei der Reichstagswahl März 1933 musste er sein Amt aufgeben, weil es mit der Verwaltung des Reichsnährstands vereinigt wurde. Unter Beibehaltung seiner Lehraufträge war er Rechtsanwalt und Notar in Königsberg. „Besondere Verdienste hat er sich dabei durch sein mannhaftes und unerschrockenes Eintreten gegen Massnahmen des Systems erworben, die seinem ausgeprägten Empfinden für Ehre, Anstand und Recht entsprachen“. Als Oberfeldintendant d. R. nahm Huguenin  auch am Zweiten Weltkrieg teil, überwiegend im Stab von Oskar von Hindenburg. Im April 1944 wurde er dienstunfähig.
In der Nachkriegszeit in Deutschland setzte er seine Arbeit für den Deutschen Raiffeisenverband fort. Ab 1947 lebte er in Bad Godesberg. Seit dem 1. Oktober 1949 Witwer, starb er mit 83 Jahren. Er hinterließ drei Töchter, fünf Enkelinnen, einen Enkel und einen Urenkel.

## Werke
- mit Willy Krebs: Fr. W. Raiffeisen, 3. Auflage. Verlag der Raiffeisendruckerei 1955.